# Dietratried

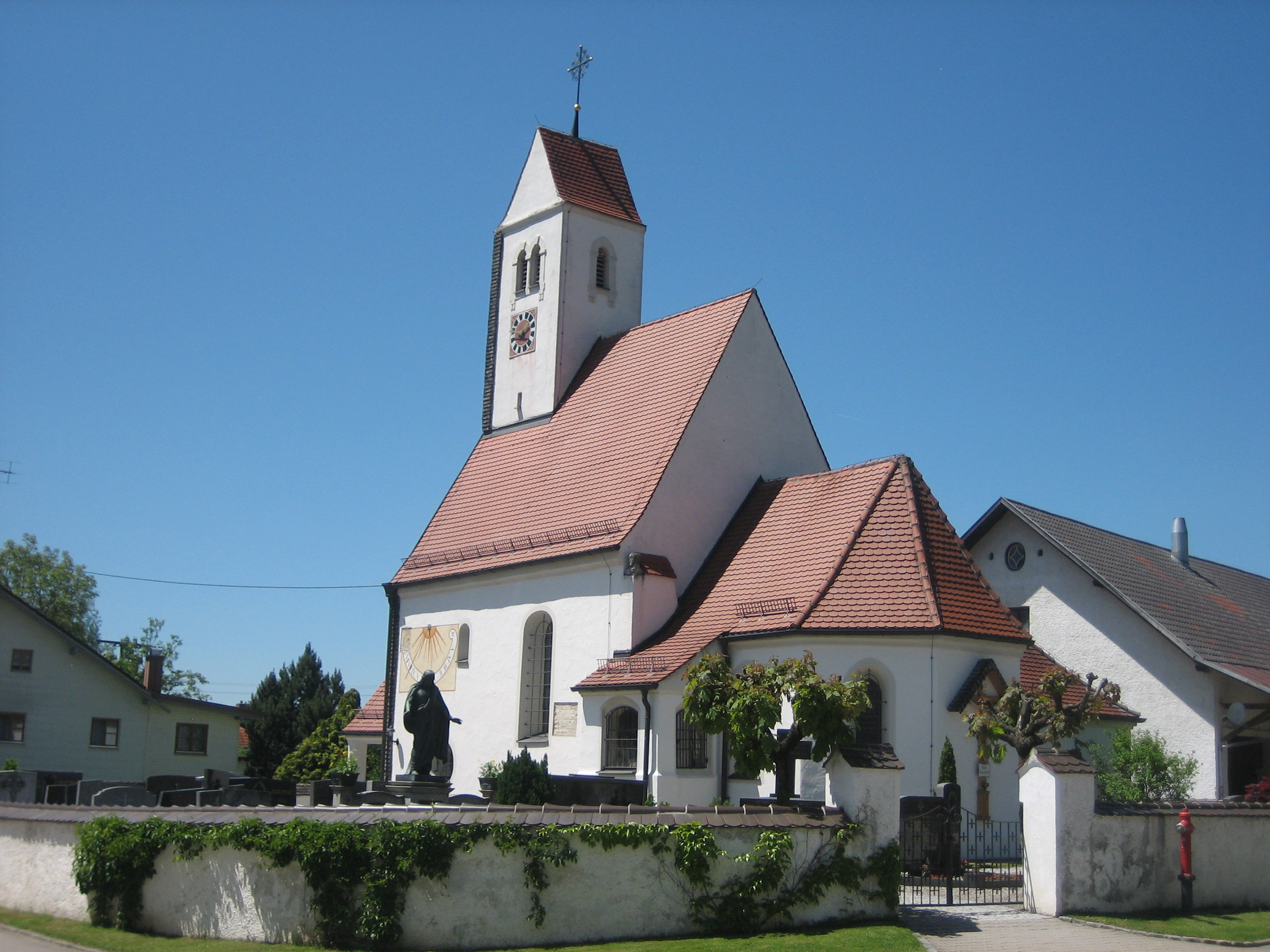
St. Baptist in Dietratried

Dietratried ist ein Kirchdorf der Gemeinde Wolfertschwenden im Landkreis Unterallgäu in Bayern.

## Geografie
Das Kirchdorf Dietratried liegt drei Kilometer nordwestlich von Wolfertschwenden, auf einer Höhe von 651 m ü. NN.

## Geschichte

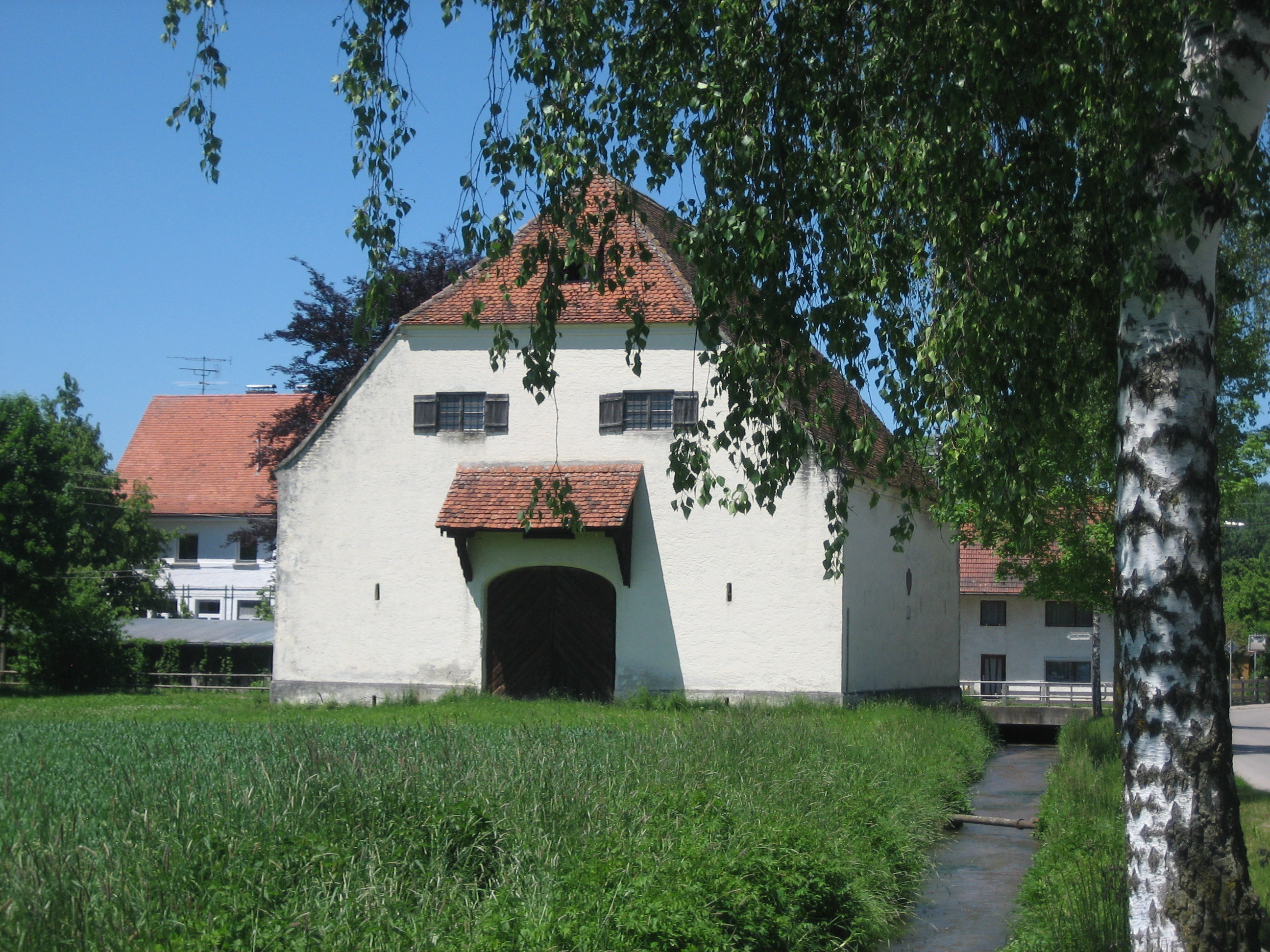
Zehentstadel 18. Jahrhundert

Dietratried wurde erstmals 1365 urkundlich erwähnt. In einer Urkunde vom 24. Januar 1365 wird der Verkauf von Wald bei Dietratried an das Memminger Unterhospital genannt. Im 14. Jahrhundert hatte auch das Kloster in Ottobeuren Besitz in Dietratried. Dieser Grundbesitz war jedoch nicht flächendeckend für die gesamte Ortschaft, so hatten unter anderem auch die Memminger Familie der Leutkircher Grundbesitz in Dietratried, ebenso 1424 der Memminger Bürger Diepolt Zwicker. Dieser verkaufte seinen Besitz jedoch 1433 an das Kloster Ottobeuren.
Eine Kirche wurde in Dietratried bereits 1167 erwähnt. Die Filialkirche St. Johannes Baptist ist im Kern wohl um 1160 (Langhaus) beziehungsweise im 14. Jahrhundert (Chor) entstanden. Unter Denkmalschutz stehen außerdem der Zehentstadel aus dem 18. Jahrhundert und ein mit dem Jahr 1774 bezeichneter Grenzstein.
Am 1. Juli 1972 wurde der bis dahin selbständige Ort in die Gemeinde Wolfertschwenden eingegliedert.